# برتی پیکوک
برتی پیکوک (انگلیسی: Bertie Peacock؛ ۲۹ سپتامبر ۱۹۲۸ – ۲۲ ژوئیه ۲۰۰۴) بازیکن و مربی فوتبال اهل ایرلند شمالی بود.
از باشگاه‌هایی که در آن بازی کرده‌است می‌توان به باشگاه فوتبال سلتیک و باشگاه فوتبال گلنتوران اشاره کرد.
وی همچنین در تیم‌های ملی فوتبال ایرلند شمالی و پادشاهی متحد بازی کرده‌است.